# Echis
Echis es un género de ofidio de la familia Viperidae.

## Especies
- Echis leucogaster Roman, 1972
- Echis carinatus (Schneider, 1801)
- Echis pyramidum (Geoffroy Saint-Hilaire, 1827)
- Echis arenicola
- Echis pavo
- Echis superciliosa
- Echis varius
- Echis coloratus Günther, 1878
- Echis omanensis Babocsay, 2003
- Echis hughesi Cherlin, 1990
- Echis jogeri Cherlin, 1990
- Echis megalocephalus Cherlin, 1990
- Echis ocellatus Stemmler, 1970